# Aerangis hyaloides
Aerangis hyaloides é uma espécie de orquídea monopodial epífita, família Orchidaceae, que habita Madagascar. É uma das menores espécies classificadas neste gênero.